# Клермон, Антуан III де
Граф Антуан III де Клермон (фр. Antoine III de Clermont; 1498 — 1578) — французский государственный и военный деятель.

## Биография
Сын Бернардена де Клермона, виконта де Таллара, и Анн де Юссон, графини де Тоннер, брат Луизы де Клермон.
Первый граф де Клермон, виконт де Таллар, сеньор д'Анси-ле-Фран, Юссон, Лень, и прочее. Капитан ордонансовой роты из пятидесяти тяжеловооруженных всадников. Как и отец, был королевским советником и камергером.
Наследовал виконтство Таллар и другие владения своего отца, согласно завещанию 1521 года, а после смерти своего кузена Клода де Клермона получил все земли Клермонов в силу субституции 26 марта 1494.
Сдедал карьеру благодаря женитьбе на сестре королевской фаворитки Дианы де Пуатье. Генеральный наместник Дофине (1554), вместо своего шурина Гийома де Пуатье, затем генеральный наместник короля в Савойе. В 1551—1554 годах был великим магистром и генеральным исправителем вод и лесов Франции.
Жалованной грамотой Генриха II, данной в октябре 1547, принадлежавшая ему барония Клермон в Дофине была возведена в ранг графства. Пожалование было зарегистрировано Гренобльской счетной палатой 24 декабря того же года. Король называл Антуана кузеном в грамоте, которой владения Ла-Басти и Паладрю были инкорпорированы без возможности расчленения в состав графства Клермон.
В 1556 году пожалован в рыцари ордена короля.
После смерти Генриха II попал в немилость вместе со своими покровителями из дома Пуатье и был снят со всех должностей.
Составил завещание 12 апреля 1578, умер вскоре после этого.

## Семья
Жена (13.08.1532): Франсуаза де Пуатье, дочь Жана де Пуатье, виконта д'Этуаля, и Жанны де Батарне, младшая сестра Дианы де Пуатье
Дети:
- Клод (ум. 1569), виконт де Таллар. Капитан ордонансовой роты из пятилесяти тяжеловооруженных всадников, рыцарь ордена короля. Умер от ран, полученных в битве при Монконтуре
- Анри (1540—1573), герцог де Клермон и Тоннер
- Анн. Муж (контракт 1.10.1561): Жан Перюс д'Эскар (ум. 1595), граф де Лавогийон
- Диана. Муж: Флорис-Луи д'Агу, граф де Монлор и де Гримо
- Шарлотта. Муж: 1): Клод д'Амонкур, сеньор де Монтиньи; 2): Жан д’О, сеньор де Ману; 3): Габриель дю Кенель, сеньор де Компиньи
- Франсуаза. Муж (28.08.1568): Жак II де Крюссоль (ум. 1586), герцог д'Юзес

Бастарды:
- Антуан (ум. после 1578)
- Клодин. Муж: Юбер де Корбо